# 本郷植林研究所
株式会社本郷植林研究所は、2016年に東京大学の研究者らによって設立された 森林を対象としたフォレストテック分野の企業である。 
東京大学による研究をベースに設立されているため大学発ベンチャーでもある。本郷植林の名称は、東京大学本郷キャンパスが所在する地名に由来するとされる。 

## 事業内容
サステナブル社会に向けて、科学的アプローチにより森林のポテンシャルを最大限に引き出すことを標榜しており、具体的なプロダクトとして、樹木から航空燃料を生産する技術開発や、植林技術を活用した食用キノコ生産に取り組んでいる。大手企業との連携にも取り組んでいるとされ、総合商社である双日と合弁会社も運営している。 
燃料の低炭素化は、不可逆的に進んでおり、とりわけ電化が難しい航空産業にとっては燃料の低炭素化は喫緊の課題と言われている。本郷植林研究所は、化学合成プロセスを設計することで、樹木から新たな航空燃料(持続可能な航空燃料 SAF: Sustainable Aviation Fuel) を生成する技術の開発に取り組んでいる。樹木は生育過程で二酸化炭素を吸収しているため、そこから生成される航空燃料を使用してもライフサイクルでは二酸化炭素を理論上排出しないことになる。本郷植林研究所では大手企業と共同で実証実験を進めており、2028年の商用生産開始をターゲットとして、SAFの生産を通じて航空産業の低炭素化を社会実装することを目指しているとされている。 
またライフスタイルの高度化により、キノコをはじめとした高タンパクで健康に良い食品への需要は高まっており、本郷植林研究所ではキノコ生産のための基盤となる植林技術の開発に取り組んでいる。キノコは食品としての利点から消費量が堅調に伸びており、食肉との代替性もあることから、間接的に社会の低炭素化にも貢献できる優れた食品である。本郷植林研究所では、2028年をターゲットとして生産規模の大規模化を進めると表明している。